# Barcea
Barcea é uma comuna romena localizada no distrito de Galaţi, na região de Moldávia. A comuna possui uma área de 61.26 km² e sua população era de 6222 habitantes segundo o censo de 2007.